# Auricularia cornea
Espèce
Auricularia cornea est un vrai champignon (Eumycète) de la famille des Auriculariaceae. On parle communément du champignon oreilles, par rapport avec sa forme et sa texture gélatineuse.

## Description et discrimination
Les sporophores (partie sortant du sol d’un champignon) poussent souvent en groupes sur du bois mort. Le chapeau est en forme de coquille ou d’oreille, jusqu'à 10 cm de diamètre, de consistance élastique et cartilagineuse, fixé par le sommet ou latéralement au substrat. Une couche externe peut s’en détacher, celle-ci est ondulée, toujours pubescente brune à brun clair, et finalement blanchâtre sale (au cours du développement du sporophore). La marge du chapeau est lisse, égale, parfois enroulée ou récurvée. La surface inférieure, toujours globalement lisse est brun-pourpre à brun-rougeâtre, parfois poudrée de blanc avec l'âge. Le pied est absent ou très court, n'excédant pas 2 à 4 mm de diamètre et de longueur. La chair est élastique et tenace. Ce champignon a peu d’odeur, et le goût n’est pas très prononcé. A. delicata est une espèce voisine, également pantropicale. Elle se distingue de A. cornea par une surface hyméniale (le dessous du chapeau) nettement poreuse. Les deux espèces sont parfois trouvées côte à côte sur le même substrat. Ce sont des champignons qui dégradent la matière végétale morte ou vivante pour s’en nourrir. 

## Distribution et habitat
A. cornea se développe sur les bois morts. L’espèce a une large amplitude écologique : forêts dense humide voire sèche, galerie, de montagne, et claires. On parle d’une espèce généraliste. 
Elle est présente sur l'ensemble des continents, avec une prédominance pour l'Océanie. Les pays francophones concernés par la dition sont à tout le moins  la Côte d'Ivoire, le Québec et la Nouvelle Calédonie.

## Usages
Si ce champignon est fréquemment consommé localement et fait l’objet d’un commerce local en Côte d'Ivoire, il est surtout réputé en médecine traditionnelle locale pour soigner l’anémie, la tension, les ulcères gastriques et les rhumatismes. Il est alors consommé en sauces.